# 1976 год в истории метрополитена
В этой статье перечисляются основные  события из истории метрополитенов в 1976 году. Полужирным шрифтом выделены открытия новых транспортных систем.

## События
- январь — в Московском метрополитене сняты с эксплуатации вагоны метро типов "А" и "Б".
- 27 марта — открытие первого пускового участка Вашингтонского метрополитена.
- 8 мая — открыто движение на первой линии (U4) Венского метрополитена.
- 30 сентября — открыт Брюссельский метрополитен.
- 15 декабря — открыта станция Гэллери Плэйс — Чайнатаун на действующем участке Красной линии Вашингтонского метрополитена.
- 17 декабря — открыт первый участок длиной 2,3 км второй, Куренёвско-Красноармейской линии Киевского метрополитена с тремя станциями: «Площадь Калинина» (ныне «Площадь Независимости»), «Почтовая площадь», «Красная площадь» (ныне «Контрактовая площадь»).
- 31 декабря — открыта станция Бакинского метрополитена «Низами Гянджави».

## Происшествия
| Дата     | Метро                   | Погибли | Пострадали | Описание                            |
| -------- | ----------------------- | ------- | ---------- | ----------------------------------- |
| 4 марта  | Лондонский метрополитен | 0       | 8          | Теракт на станции Кэннон-стрит      |
| 15 марта | Лондонский метрополитен | 1       | 11         | Теракт на станции Уэст-Хэм          |
| 16 марта | Лондонский метрополитен | 1       | 0          | Теракт в тоннеле у станции Вуд-Грин |